# Piedras de Ardre

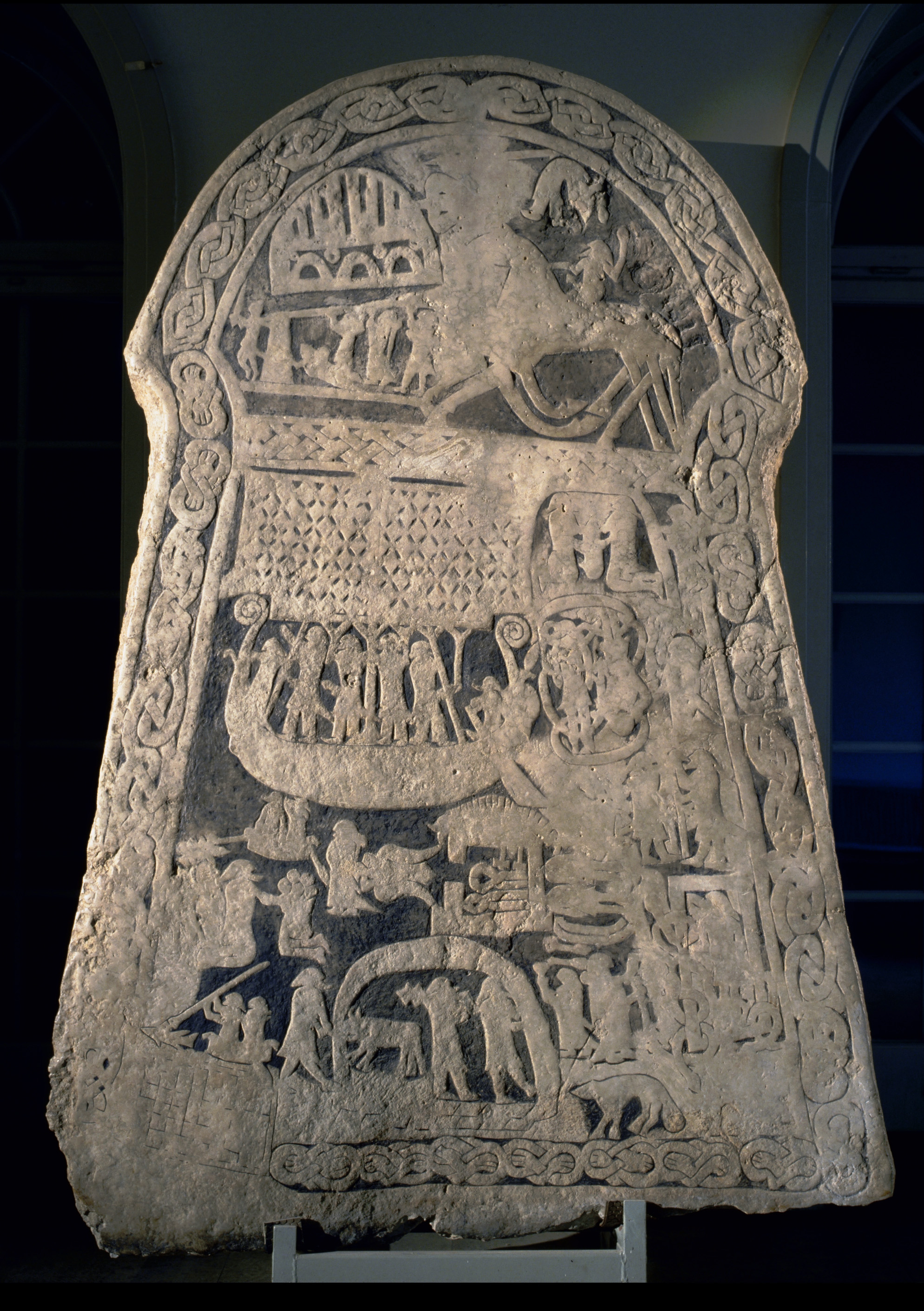
Imagen de la piedra más grande de Ardre (VIII)

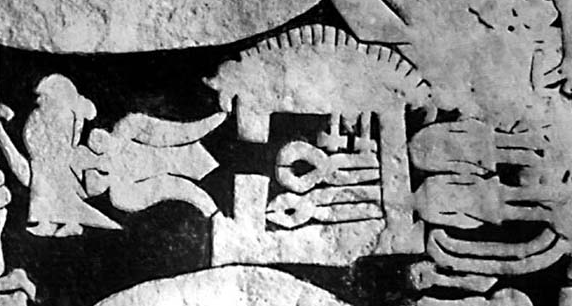
Detalle de imágenes de la piedra VIII de Ardre

Las piedras de Ardre son una colección de diez estelas decoradas de la Era vikinga, fechadas entre el siglo VIII y XI d. C. Fueron usadas como pavimento bajo los suelos de madera de la Iglesia situada en la parroquia de Ardre en Gotland, Suecia y se descubrieron durante una restauración de la Iglesia alrededor del año 1900. Actualmente se conservan en el Museo Nacional de Antigüedades de Suecia en Estocolmo.
La más grande y famosa de las piedras es la bautizada como piedra VIII, fechada en el siglo VIII o el siglo IX, mostrando escenas de la Mitología nórdica, en particular del Völundarkviða, Thor pescando a Jörmungandr, el castigo de Loki por la muerte de Baldr, y Odin cabalgando al Valhalla sobre el lomo de Sleipnir. Otras imágenes de la piedra, como la mujer en pie con dos espadas, no se identifica con ningún mito nórdico que haya sobrevivido hasta nuestros días.